# مریم بهنام
مریم بهنام (۱۳۰۰- بندر لنگه - ۱۳ آذر ۱۳۹۳ دبی) فعال اجتماعی و نویسنده ایرانی بود.
وی پس از انقلاب با وجود اینکه هیچ فعالیت سیاسی نداشت؛ مجبور به ترک کشور شد و در دبی زندگی می‌کرد و به خاطر فعالیت‌های مستمر اجتماعی‌اش به ویژه در امور زنان برنده جایزه بانوی امارات سال ۲۰۱۰ شناخته شد.
مریم بهنام در کتاب زلزله که توسط نسرین فاروقی به فارسی ترجمه شده شرح کامل زندگی‌اش را بازمی‌گوید.

## فعالیت‌ها

### شهر بندرعباس
- تأسیس اولین دبیرستان دخترانه در بندرعباس
- مسئول گروه زبان انگلیسی (اواسط دههٔ ۵۰ میلادی)
- مسئول فعالیت‌های اجتماعی و خیریه
- راه‌اندازی اولین سینمای بندرعباس
- تأسیس موزه مردم‌شناسی
- تأسیس مرکز هنرهای دستی
- انتصاب توسط محمدرضا شاه به عنوان مسئول زیباسازی محیط در بندرعباس به خاطر تغییرات در بافت شهری بندرعباس

وی در کتاب خود در این باره می‌نویسد:"مسولان طراز اول مملکتی همواره دربارهٔ برنامه‌های عمرانی برای بهبود وضع شهرها صحبت می‌کردند ولی این برنامه‌ها از مرحلهٔ حرف فراتر نمی‌رفت. بندرعباس شهری گرم و کسل‌کننده بود و همه بهانه می‌آوردند که به خاطر گرمای هوا تمایلی به انجام کار ندارند. چنین به نظر می‌آمد که آنها از تغییراتی که در دیگر شهرهای ایران صورت می‌گرفت بی‌خبر هستند یا اینکه خودشان می‌خواهند که بی خبر بمانند!"

### شهر تهران
- مسئول بخش سمعی و بصری (احتمالاً اداره فرهنگ و هنر)

### استان هرمزگان
- مدیر کل اداره فرهنگ و هنر هرمزگان
- تبدیل برکه‌ها به مکان‌هایی برای اجرای تئاتر (با حمایت فرح)
- احداث کتابخانه در بستک

### استان سیستان و بلوچستان
- مدیر کل اداره فرهنگ و هنر سیستان و بلوچستان
- افتتاح مرکز رقص و آواز
- تأسیس دانشکده هنرهای زیبا

در بخشی از کتاب خود می‌نویسد: «آنها به خاطر فقر همیشه توسط پولدارها استثمار می‌شدند. مردمی که برای دیدن کارهای زیبای آنها می‌آمدند، کارهای نفیس آنها را با ارزانترین قیمت خریداری می‌کردند، بعد به تهران می‌بردند و با قیمت بالا می‌فروختند. این خیلی ظالمانه بود که هنرمندان که احتیاج به پول داشتند سهم کمتری از پول هنر خودشان داشته باشند. من موضوع را با شهبانو در میان گذاشتم و او از این شرایط غیر منصفانه که بر هنرمندان حاکم بود متاسف شده قول داد که شخصاً از نمایشگاه هنری بلوچستان دیدن کند.»
او می‌افزاید: «از زندگی در زاهدان کاملاً راضی بودم. اولاً از اینکه می‌دیدم توانسته‌ام اهالی آنجا را با توانایی‌ها و استعدادهایشان آشنا کنم خوشحال بودم. ثانیاً توانسته بودم به دیگر استان‌های کشور ثابت کنم که بلوچستان استانی غنی و مستعد است. ثالثاً موفق شده بودم این تصور نادرست را که زاهدان استانی عقب مانده‌است، از ذهن‌ها پاک کنم.»

### کشور پاکستان
- سرپرست بخش آموزش زبان فارسی در پاکستان (۱۹۶۴ میلادی)
- مسئول مرکز فرهنگی ایران در پاکستان
- انتصاب به عنوان مشاور فرهنگی و دریافت گذرنامهٔ سیاسی
- پیشنهاد و همکاری در تأسیس چندین کتابخانه و مرکز پژوهشی در لاهور
- دریافت نشان شجاعت به پاس حضور مفید در پاکستان در هنگام جنگ داخلی